# 227 Philosophia
Filosofia o 227 Philosophia è un asteroide della fascia principale del diametro medio di circa 87,31 km. Scoperto nel 1882, presenta un'orbita caratterizzata da un semiasse maggiore pari a 3,1533912 UA e da un'eccentricità di 0,1981729, inclinata di 9,14433° rispetto all'eclittica.
Il suo nome fu dedicato alla filosofia.